# Емирейтс Офис Тауър
Емирейтес Офис Тауър, познат още като Емирейтес Тауър Уан е 56-етажен небостъргач намиращ се в град Дубай, ОАЕ.
Свързан е с 54-етажния Емирейтес Тауърс Хотел образувайки комплекса Емирейтес Тауърс. Сградата е с височина 354.6 метра (1163 фута) нареждайки се на 12-о място сред най-високите сгради в света.
„Емирейтес Офис Тауър“ е завършен през ноември 1999 г.